# 油コブシ
油コブシ（あぶらこぶし）は兵庫県神戸市灘区六甲山町にある六甲山系の標高625.5mの山。

## 概要
油コブシは、六甲山の主稜線から六甲山上駅付近で分岐して南に伸びる小さな尾根筋にある山である。この尾根筋には、油コブシ（625.5m）や坊主山（376m）などがあり、灘区の鶴甲と東灘区の御影山手の高台にある住宅団地の境界線でもある。
油コブシのある尾根の西側は六甲ケーブル線の軌道が敷かれている都賀川支流の一ヶ谷、東側は住吉川上流の西山谷である。
かつて山頂付近は草原であったが、現在は木々で覆われ眺望は無く、点在する岩の間に三等三角点の石柱がある。山頂の100mほど南は草原なっていて眺望が開け、休憩所となる東屋がある。

### 名前の由来
昔、灘の菜種油売りが六甲山地を越えて有馬や丹波に向かう途中、険しい道のためよく油をこぼしたことから、「油こぼし」がなまって「油こぶし」になったと言われている。

## 登山道
六甲ケーブル下駅から六甲山上駅への最短コースの途中に油コブシがある。
- 高羽道 ： 六甲ケーブル下駅・バス停 - （40分）→ 油コブシ
- 寒天山道 ： 東灘区渦森台 渦森展望台公園 - （45分）→ 油コブシ
- 六甲山上駅 - （下り15分）→ 油コブシ

※所要時間（標準コースタイム）は参考例